# Vullierens
Vullierens is een gemeente en plaats in het Zwitserse kanton Vaud, en maakt deel uit van het district Morges.
Vullierens telt 399 inwoners.